# Космартидена
Космартидена (др.-греч. Κοσμαρτιδήνης) — наложница персидского царя Артаксеркса I.

## Биография
Имя Космартидены упоминает только Ктесий. Согласно сведениям этого греческого историка, Космартидена была одной из наложниц Артаксеркса I. Она была родом из Вавилона, и её имя в переводе с аккадского языка означало «Кос (эдомитский бог) дал дочь».
От этой связи родились Ох, занимавший вначале пост сатрапа Гиркании, а после гибели своих единокровных братьев Ксеркса II и Секудиана вступивший на царский престол под именем Дария II, а также Арсит.
По замечанию Олмстеда А., хоть Дарий II и был по матери наполовину вавилонянином, ничто не указывает, что Вавилония приобрела какие-то преимущества от этого воцарения. Возможно, как считает М. Брозиус, к этому времени Космартидена уже умерла. Впрочем, по мнению Р. Шмидта, данные Ктесия об имени матери Дария II могут быть неверно интерпретированными.